# 30 de Adar Rishon
El 30 de Adar Rishón, Adar Álef o Adar I (en hebreo: ל' באדר א) es un día del calendario hebreo que ocurre solamente en los años bisiestos jaserá (383 días), kesidrá (384 días) y shelemá (385 días).

## Período
Durante los años 5761–5860 del calendario hebreo, el 30 de Adar I ocurre entre los siguientes períodos del calendario gregoriano:
| Duración de los años | 30 de Adar I                   |
| -------------------- | ------------------------------ |
| 383 días             | 1–11 de marzo (años bisiestos) |
| 384 días             | 3–11 de marzo (años bisiestos) |
| 385 días             | 2–12 de marzo (años bisiestos) |

## Cumpleaños
- En años comunes jaserá (353 días), kesidrá (354 días) y shelemá (355 días), los nacidos el 30 de Adar I celebran sus cumpleaños el 1 de Nisán (en hebreo: א' בניסן).
- En años bisiestos jaserá (383 días), kesidrá (384 días) y shelemá (385 días), celebran sus cumpleaños el 30 de Adar I (enhebreo: ל' באדר א).